# Calytrix pulchella
Calytrix pulchella là một loài thực vật có hoa trong Họ Đào kim nương. Loài này được (Turcz.) B.D.Jacks. mô tả khoa học đầu tiên năm 1893.